# Dasypus septemcinctus
L'armadillo a sette fasce (Dasypus septemcinctus Linnaeus, 1758) è una specie di armadillo sudamericana, diffusa nell'area al confine fra Brasile, Colombia, Bolivia e Argentina.

## Descrizione
È estremamente simile al congenere armadillo a nove fasce, dal quale si differenzia (come il nome suggerisce) per il numero di fasce inferiore e per le tonalità di colore generalmente più scure.

## Biologia
È un animale solitario, prevalentemente notturno, che preferisce ambienti piuttosto secchi ai margini delle aree forestali.